# Cezary Fryze
Cezary Fryze (ur. 13 marca 1930, zm. 28 października 2020) – polski neurolog, prof. dr hab. n. med.

## Życiorys
Studiował medycynę w Pomorskiej Akademii Medycznej, w 1961 obronił pracę doktorską Zaburzenia czynności pęcherza moczowego u chorych na stwardnienie rozsiane w świetle badań cystosfinkterometrycznych, w 1973 uzyskał habilitację na podstawie rozprawy zatytułowanej Diagnostyka kliniczna i bioelektryczna ogniska padaczkowego z wyłączeniem ogniska w płacie skroniowym. W 1985 nadano mu tytuł profesora w zakresie nauk medycznych.
Pracował w Katedrze i Klinice Neurologii na Wydziale Lekarskim i Stomatologicznym Pomorskiej Akademii Medycznej w Szczecinie.

## Odznaczenia
- Medal Komisji Edukacji Narodowej[1]
- Odznaka Gryfa Pomorskiego[1]
- Krzyż Kawalerski Orderu Odrodzenia Polski[1]
- Złoty Krzyż Zasługi[1]